# Frakcja wyrzutowa
Frakcja wyrzutu (ang. ejection fraction, Ef) – stosunek objętości wyrzutowej serca (SV) do objętości końcoworozkurczowej komory serca (EDV). Można wyróżnić frakcję wyrzutową lewej komory (LVEF) i frakcję wyrzutową prawej komory (RVEF); jednak częściej stosuje się parametr jakim jest frakcja wyrzutowa lewej komory, i sam skrót EF zazwyczaj odnosi się do lewego serca.
{\displaystyle E_{f}={\frac {SV}{EDV}}={\frac {EDV-ESV}{EDV}}}